# Сасета (Ливорно)
Сасета је насеље у Италији у округу Ливорно, региону Тоскана.
Према процени из 2011. у насељу је живело 362 становника. Насеље се налази на надморској висини од 344 м.